# Řesanice
Řesanice jsou vesnice a část města Kasejovice v okrese Plzeň-jih v Plzeňském kraji. Nachází se asi 3,5 kilometru jihozápadně od Kasejovic. Řesanice jsou také název katastrálního území o rozloze 5,26 km². Od roku 1995 jsou Řesanice vesnickou památkovou zónou.

## Historie
První písemná zmínka o vesnici pochází z roku 1352.
V roce 1929 publikoval Alexandr Berndorf několik místních pověstí.

## Obyvatelstvo
| Rok            | 1869 | 1880 | 1890 | 1900 | 1910 | 1921 | 1930 | 1950 | 1961 | 1970 | 1980 | 1991 | 2001 | 2011 | 2021 |
| -------------- | ---- | ---- | ---- | ---- | ---- | ---- | ---- | ---- | ---- | ---- | ---- | ---- | ---- | ---- | ---- |
| Počet obyvatel | 446  | 437  | 387  | 368  | 367  | 363  | 344  | 261  | 213  | 152  | 125  | 97   | 77   | 74   | 84   |
| Počet domů     | 58   | 59   | 64   | 64   | 66   | 67   | 70   | 75   | 62   | 54   | 46   | 52   | 66   | 68   | 68   |

## Obecní správa
Při sčítání lidu v letech 1850–1879 Řesanice byly osadou obce Oselce v okrese Strakonice. V letech 1880–1963 byly samostatnou obcí, se kterým patřily nejprve do okresu Strakonice, ale v roce 1950 v okrese Horažďovice. Od roku 1964 jsou částí města Kasejovice v okrese Plzeň-jih.

## Pamětihodnosti
- Kostel Všech svatých ze 13. století patří k nejstarším stavbám v okresu.[11]
- Severně od návsi se nachází areál řesanické tvrze založené ve 14. století. Dochovaly se z ní v jádru gotické stavby paláce (upraveného na sýpku) a sousední černé kuchyně. Součástí památkově chráněného areálu je také hospodářská budova v sousedním dvoře.

## Osobnosti
- Rodákem z Řesanic byl botanik Václav Bojer (1795–1856).

## Další fotografie

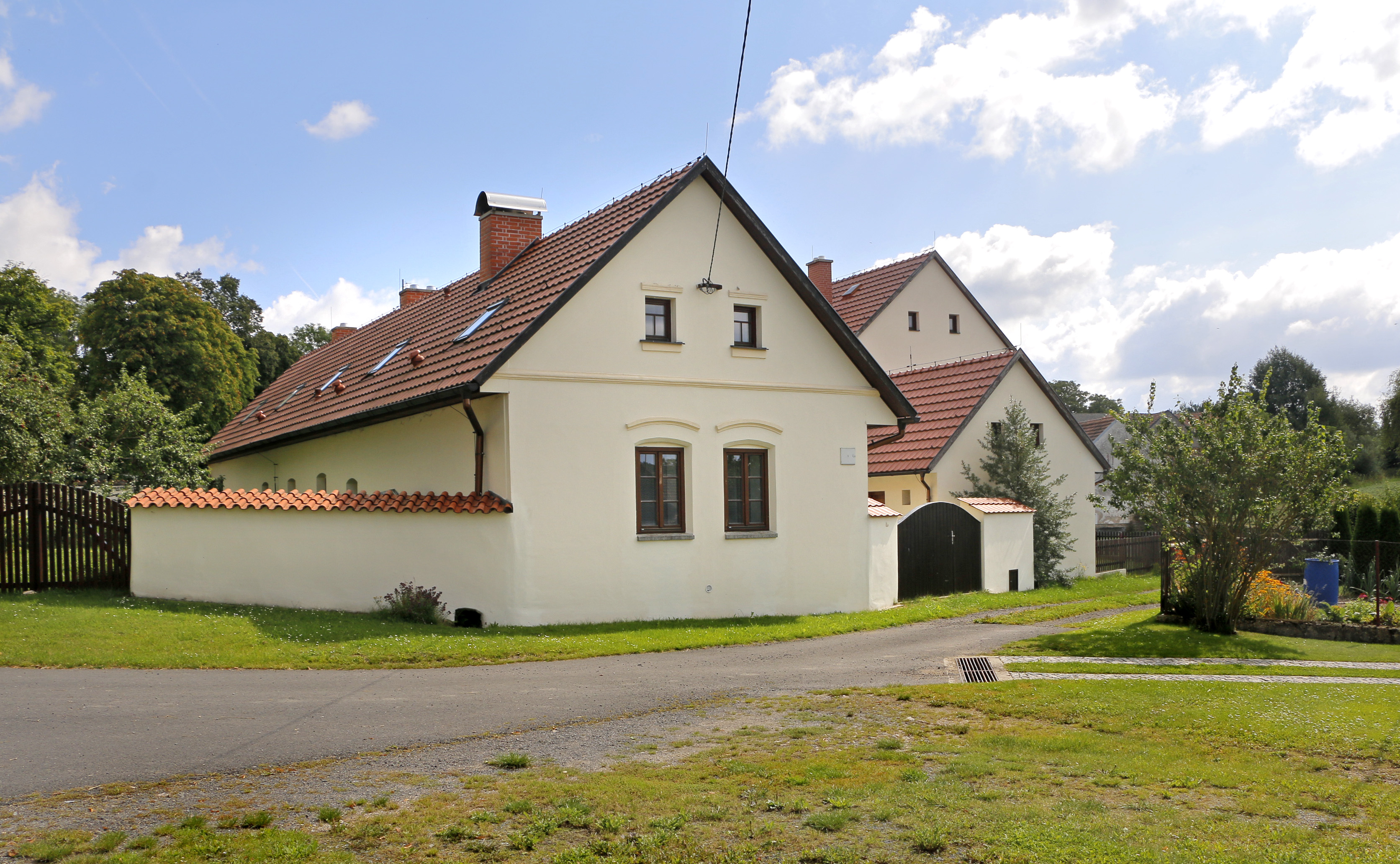
Dům čp. 32
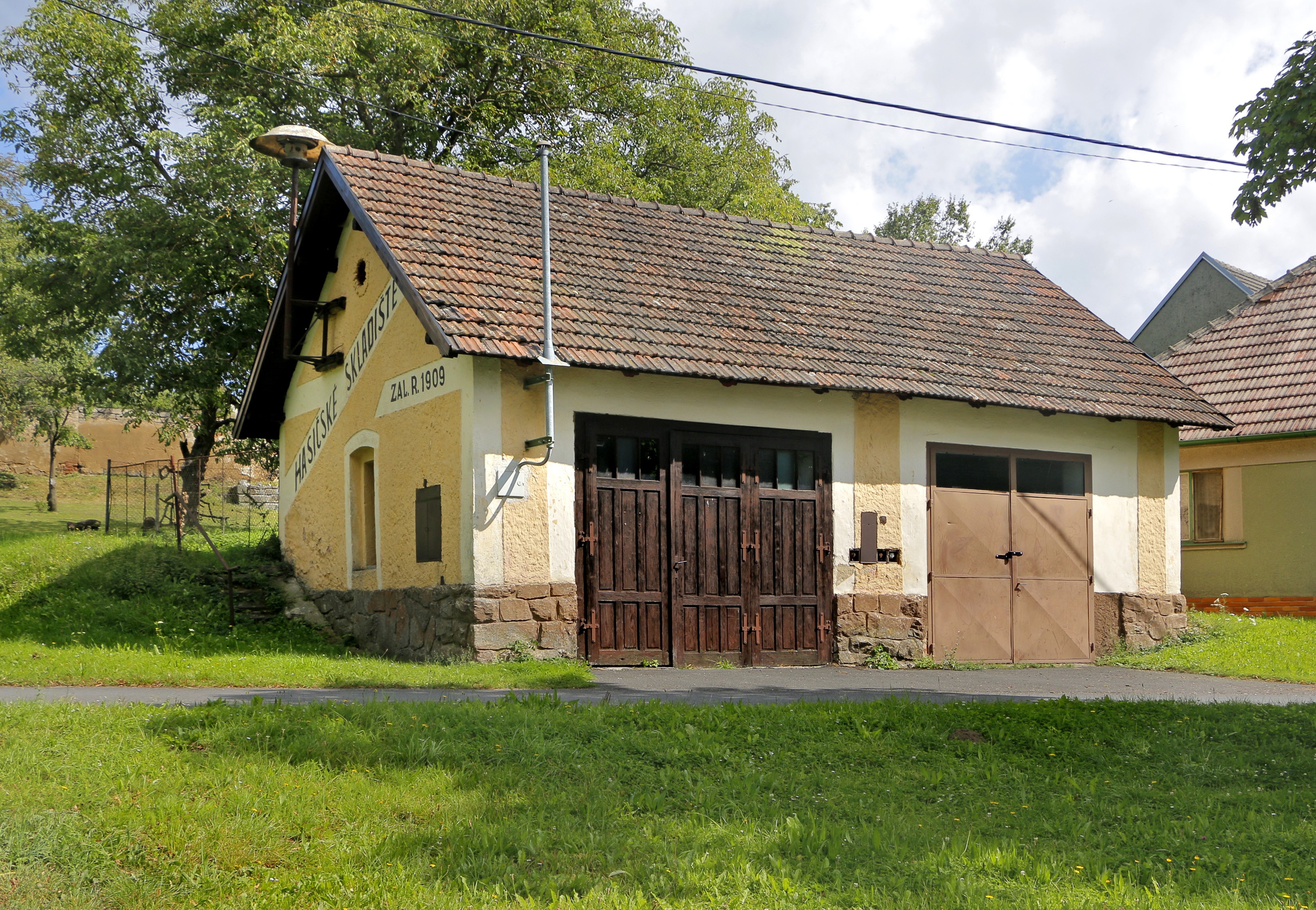
Historická hasičárna
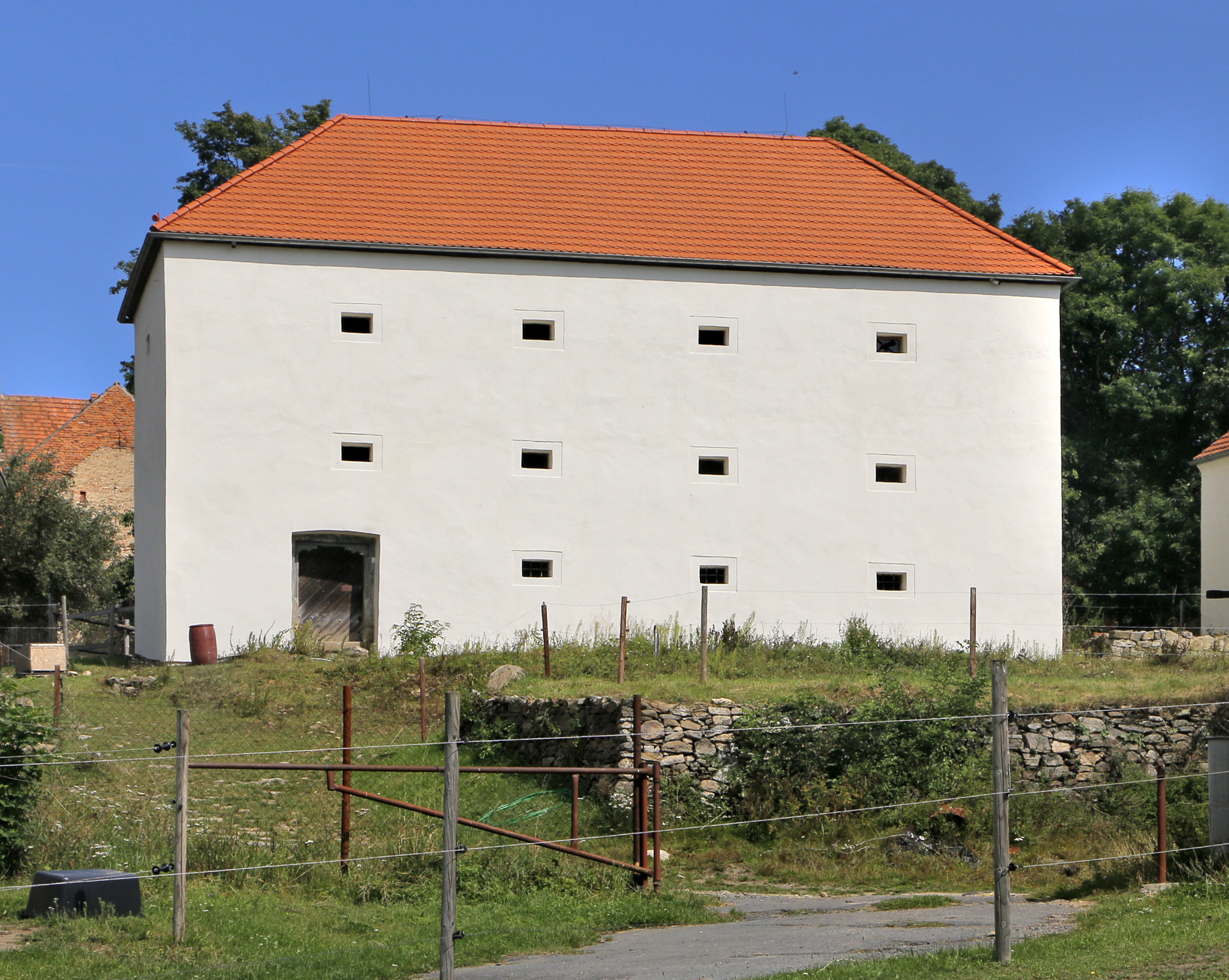
Bývalá tvrz
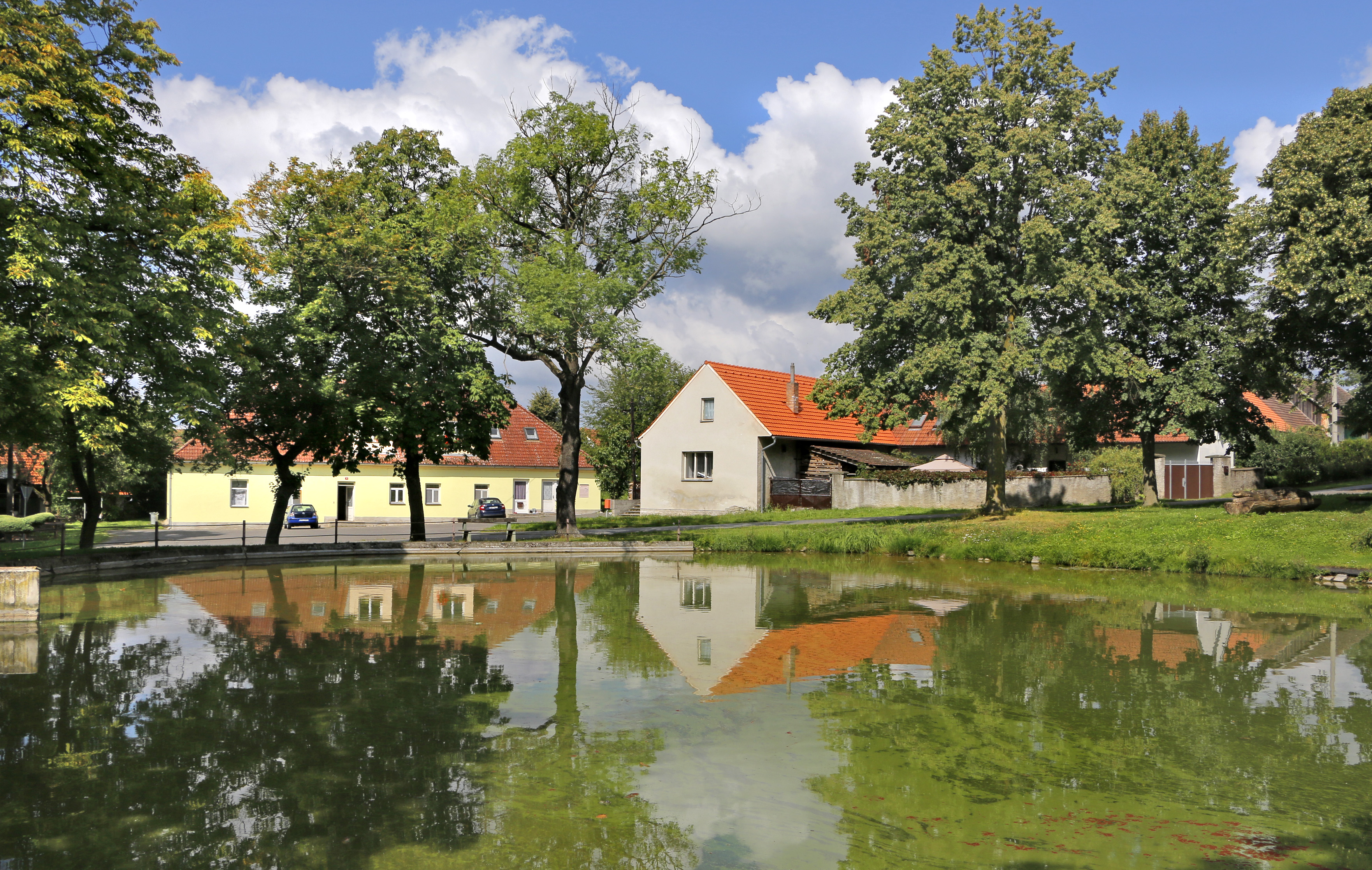
Rybník na návsi